# Calanthe fugongensis
Calanthe fugongensis är en orkidéart som beskrevs av Xiao Hua Jin och Sing Chi Chen. Calanthe fugongensis ingår i släktet Calanthe och familjen orkidéer. Inga underarter finns listade i Catalogue of Life.